# Сиријска католичка црква
Сиријска католичка црква (сир. ܥܕܬܐ ܣܘܪܝܝܬܐ ܩܬܘܠܝܩܝܬܐ, ʿĪṯo Suryayṯo Qaṯolīqayṯo; арап. الكنيسة السريانية الكاثوليكية; лат. Antiochenus Syrorum) источнокатоличка је црква и једна од 24 sui iuris помјесне цркве Католичке цркве. Придржава се западносиријског обреда, који датира још од древне антиохијске литургије. Црква се одвојила од Сиријске православне цркве у 17. вијеку.

## Историја
Идеја о успостављању евхаристијског општења између Римокатоличке цркве и Сиријске православне цркве први пут се јавља током крсташких похода, када су се између латинских и сиријских епископа често успостављали добри односи, али ти контакти нису довели до конкретних резултата.
Други покушај уније био је на Ферарско-фирентинском сабору, али ни он није довео до стварног успостављања евхаристијског општења.
Ситуација је почела да се мијења у 17. вијеку. Односи између Римске курије и Сиријске цркве ојачали су, осим тога, као резултат дјелатности мисија исусоваца и капуцина, велики број Сиријаца прешао је у католицизам. У цркви су се појавиле двије струје — присталице и противници уније. Након избора патријарха Андреја Ахиџијана, присталице уније, 1662. године, дошло је до раскола у цркви. Након Ахиџијанове смрти 1677, свака струје је изабрана свог патријарха, чиме је коначно формализовао раскол и настанак источне католичке цркве, одвојене од Сиријске православне цркве. Сиријска католичка црква је усвојила правовјерну христологију, напуштајући монофизитство, али је задржала западносиријски литургијски обред. Андреја Ахиџијана сиријски католици поштују као првог патријарха под именом Игњатије Андреј I.
Након смрти другог патријарха Игњатија Петра VI 1702, линија сиријских католичких патријарха прекинута је крајњим непријатељством Османског царства према католицима источног обреда. Већи дио 18. вијека црква је била је илегали.
Сиријска католичка патријаршија је обновљена 1782, када је Синод Сиријске православне цркве за патријарха избрао митрополита алепског Михаила Џарвиха. Убрзо након тога се изјаснио као католик, побјегао у Либан и подигао манастир Богородице у Шарфу, који постоји и данас и сматра се духовним средиштем сиријских католика. Послије Џархива (Игњатије Михаило III), линија сирокатоличких патријарха више није прекидана.
Сиријску католичку цркву османске власти су признале 1829, а 1831. подигнута је патријаршијска резиденција у Алепу. Због прогона, резиденција је 1850. премјештена у Мардин. Стабилан раст цркве на рачун сиријских православаца, заустављен је покољем у Турској почетком 20. вијека. 1920-их година, резиденција патријарха је премјештена у Бејрут, гдје су избјегли многи вјерници.

## Савремено стање
Сиријска католичка црква користи литургију Светог Јакова, служба на сиријском и арапском језику. Као и све друге источне католичке цркве, она је под јурисдикцијом папе римског преко Дикастерије за Источне цркве, али задржава аутономију у унутрашњим питањима. Званична титула предстојатеља цркве је сиријски патријарх Антиохије и свег Истока. Име Игњатије се традиционално додаје имену патријарха. У фебруару 2009, патријарх Игњатије Јосиф III је преузео мјесто предстојатеља, након што је патријарх Игњатије Петар VIII напустио то мјесто у фебруару 2008. године.
Црква је подијељена на сљедеће епархије:
- Архиепископија дамаска
- Архиепископија хомска
- Архиепископија алепска
- Архиепископија багдадска
- Архиепископија хасешка-нисибијска
- Епархија бејрутска
- Епархија каирска
- Епархија њурошка
- Апостолски егзархат у Венецуели
- Патријаршијски егзархат јерусалимски
- Патријаршијски егзархат турски
- Патријаршијски егзархат басрскп-кувајтски

Према ватиканском годишњаку Annuario Pontificio за 2016, укупан број вјерника је 205.000 у Ираку, Сирији, Либану, Јордану, Турској, Сједињеним Државама и другим земљама. Црква има 90 парохија, 127 свештеника и 13 епископа.